# 240-я стрелковая дивизия
240-я стрелковая дивизия — войсковое соединение Вооружённых Сил СССР, принимавшее участие в Великой Отечественной войне.

## История
Дивизия формировалась в марте 1941 года в КОВО как 240-я моторизованная дивизия 16-го механизированного корпуса.
В действующей армии во время Великой Отечественной войны с 22 июня по 6 августа 1941 года как 240-я моторизованная дивизия и с 18 января 1942 по 9 мая 1945 года как 240-я стрелковая дивизия.
На 22 июня 1941 года дислоцировалась в Каменец-Подольском, имея в составе 112 лёгких и учебных танков. В этот же день выступила пешим маршем из Каменец-Подольского двумя колоннами: главные силы направлялись в район Снятын, а 836-й мотострелковый полк, поступивший в резерв армии, в Станислав. К 16:30 22 июня полки дивизии вышли к переправам через Збруч. К утру 23 июня вышла на рубеж Грембочек, Новоселка и только к утру 24 июня дивизия в основном прибыла в район Снятын, Волчковцы, Ясенев-Польны. Штаб дивизии расположился в Снятыне. В то же время 836-й мотострелковый полк к исходу 25 июня прибыл в Тысменицу, где располагался штаб 12-й армии, и приступил к охране района, составляя резерв командарма, но уже 27 июня выступил походом из Тысменицы в Городенка, затем на соединение с корпусом в Залещики, где часть должна была обеспечить переправы через Днестр в этом районе. Встречным курсом по параллельному маршруту из района Снятын на Коломыю направлялся 842-й мотострелковый полк с задачей «обеспечить направления на Городенка и Заблотув».
С 2 июля дивизия отводится за Днестр и 3 июля дивизия (без одного полка, прикрывавшего переправу в районе Студеница) сосредоточилась в лесу у населённого пункта Должок (в 5 километрах западнее Каменец-Подольского), после ещё одного перехода, также без полка, 4 июля сосредоточилась в Дунаевцах и практически сразу приступила к новому маршу из Дунаевцев в Жмеринку, куда прибыла 8 июля, насчитывая 9847 человек в составе. Погрузившись в эшелоны, переброшена под Бердичев, где 11 июля первыми подразделениями вступила в бои на участке Великие Нижгурцы, Хажин.
К середине июля 1941 дивизия оказалась разделённой на три части: первая часть, в том числе пеший 145-й танковый полк (танки, бывшие в составе полка были отправлены ранее), действовал в составе 18-й армии и так и не убыл из её состава до конца июля 1941 года, моторизованная часть дивизии, в том числе разведбат, участвовали в боях за Бердичев и Казатин. Так, на начало августа 1941 года эта часть, располагая тридцатью 45-мм пушками, восемью 76,2-мм дивизионными пушками, пятью 122-мм гаубицами образца 1938 года, четырьмя 152-мм гаубицами образца 1938 года, четырьмя 37-мм зенитными пушками, держала оборону на линии Краснополка — Собковки.
С 3 по 10 августа 1941 года дивизия ведёт бои в окружении в районе села Подвысокое, урочища Зелёная Брама, Копенковатое, остатки дивизии прорываются из окружения, командир дивизии был взят в плен, бежал из него. Небольшой отряд дивизии действовал в июле 1941 года на фастовском направлении.
Неизвестно, сколько бойцов и материальной части дивизии смогло эвакуироваться с Украины в течение августа 1941 года, тем не менее дивизия не расформировывается, а переформировывается в Купянске с августа 1941 года в стрелковую, фактически личным составом комплектуясь заново.
Директивой Ставки ВГК № 151363 отправлена на Брянский фронт, прибыла в январе 1942 года не полностью вооружённой и втянулась в частные наступательные бои в районе Мценска, повторяющиеся всю зиму и весну 1942 года. Так, в частности, с 16 февраля 1942 года наступает с рубежа Большое Скрипино — Большое Лыково в 15 километрах юго-восточнее Мценска с целью обхода его с юго-запада. На 16 марта 1942 года занимала рубеж Миново — 2-е Бабенково.
В июне — июле 1942 года, в связи с общим наступлением вражеских войск, с боями отступает за Дон севернее Воронежа, ведёт там бои до октября 1942 года неподалёку от станции Графское, с сентября 1942 года поддерживаемая 85-м гвардейским миномётным полком, затем была передислоцирована в район Тербунов, где вела оборону до января 1943 года.
На январь 1943 года составляет совместно со 167-й стрелковой дивизией, 80-й танковой бригадой и 14-м танковым батальоном ударную группу 38-й армии, занявшей исходные рубежи для наступления в ходе Воронежско-Касторненской операции в районе от Козинки до Озерки (северо-западнее Воронежа). С 26 января перешла в наступление, овладела посёлком Козинка и городом Землянском, участвовала в окружении вражеской группировки в районе Касторное, 12 февраля нанеся удар с севера, западнее Горшечного, почти полностью уничтожила арьергардную так называемую группу Бёкемана.
В ходе боёв вышла на подступы к Сумам, в марте 1943 года ведёт бои в ходе контрудара вражеских войск, к концу марта стабилизировав линию фронта восточнее Сум, сформировав южный фас Курской дуги, и находится там в обороне до августа 1943 года.
В августе 1943 года перешла в наступление в ходе Сумско-Прилукской операции, наступает, в частности, через Ромненский район.
24 сентября 1943 года дивизия передовыми частями вышла к Днепру в районе села Лютеж (25 километров севернее Киева), попытка с ходу форсировать Днепр успеха не имела. Однако в ночь на 27 сентября передовые части дивизии форсировали Днепр, положив начало Лютежскому плацдарму, с которого в ноябре 1943 года развернулось наступление на Киев. В ходе переправы дивизию поддерживал в частности 201-й миномётный полк и 492-й миномётный полк. В первый день в течение двадцати часов небольшая группа бойцов 842-го стрелкового полка дивизии удерживала плацдарм. К 30 сентября дивизия перебросила на плацдарм два полка с полевой артиллерией и части полка тяжёлых миномётов, с этого времени в течение октября 1943 года вела тяжелейшие бои за расширение плацдарма.
С 3 ноября 1943, участвуя в Киевской наступательной операции, наносила удар в направлении Детский санаторий, Сырец, с исходной позиции на дороге Киев — Лютеж, имея соседом слева 180-ю стрелковую дивизию, справа 136-ю стрелковую дивизию, к 5 ноября пробилась в Киев, ведёт бои непосредственно в городе.
В конце декабря 1943 года перешла в наступление в ходе Житомирско-Бердичевской операции, на 27 декабря ведёт бои у села Новоселица (Попельнянский район Житомирская область), 29 декабря частью сил освобождает Сквиру. На 5 января 1944 года дивизия занимала позиции на крайнем правом фланге армии в районе Буденовки, имея соседом слева батальоны 1-й Чехословацкой стрелковой бригады, оттуда же возобновила наступление, форсировала Горный Тикич, вышла на подступы к Умани, 25 — 26 января ведёт ожесточённые бои у населённого пункта Цыбулев, но была отброшена обратно от Умани.
С 5 марта 1944 года принимает участие в Уманско-Ботошанской операции, форсирует Южный Буг, на 20 марта ведёт бои у села Дашев (Ильинецкий район Винницкой области), форсирует Днестр, на 28 марта дивизия развернулась вдоль правого берега Днестра на рубеже южнее Старой Ушицы, Липковцы и отражала попытки мелких групп противника переправиться через реку в районе Старая Ушица и западнее этого пункта. Затем продвигалась в направлении Хотина, продолжила наступление, форсировав Прут и Серет.
На 19 августа 1944 года, начало Ясско-Кишинёвской операции, ведёт бои западнее города Камарникуль (Румыния). Приблизительно на этих же рубежах ведёт бои до октября 1944 года, так, 21 сентября 1944 года ведёт бои на подступах к населённому пункту Кирлибаба.
6 октября 1944 года перешла в наступление в ходе Дебреценской операции, вышла на подступы к городу Сигет, 17 — 18 октября ведёт бои за город Сигет, принимает участие в его освобождении, продолжила наступление в направлении Чопа, с 29 октября наступает в ходе Будапештской операции из района южнее Чопа, прорывает оборону противника, 7 ноября 1944 года форсирует реку Тиса, закрепилась на правом берегу, на протяжении 2 суток ведёт тяжёлые бои, штурмом овладела населённым пунктом Такта-Кинез, 30 ноября частью сил принимает участие в освобождении города Сиксо, 17 декабря 1944 года ведёт бои за населённый пункт Бечкехаза (Венгрия) и только к февралю 1945 года вышла в район Брезно. 20 февраля ведёт бои за населённые пункты Дубрава, Зелобудза (Чехословакия), с тяжёлыми боями вышла к Зволену, ведёт долгие бои под ним, 14 марта 1945 года принимает участие в его освобождении.
С 25 марта 1945 года наступает в ходе Братиславско-Брновской операции в общем направлении на Тренчин, продвигается вперёд с тяжёлыми боями, 26 апреля 1945 года участвовала в освобождении города Тренчин, затем продолжила наступление на северо-запад, на Гулин. С этого рубежа с мая 1945 года наступает на Оломоуц с юга, где и закончила войну.
Расформирована летом 1945 года.

## Полное наименование
- 240-я стрелковая Киевско-Днепровская Краснознамённая орденов Суворова и Богдана Хмельницкого дивизия

## Состав
Как моторизованная дивизия:
- 836-й мотострелковый полк
- 842-й мотострелковый полк
- 145-й танковый полк
- 692-й артиллерийский полк
- 217-й отдельный истребительно-противотанковый дивизион
- 9-й отдельный зенитный артиллерийский дивизион
- 271-й разведывательный батальон
- 398-й лёгкий инженерный батальон
- 575-й отдельный батальон связи
- 221-й артиллерийский парковый дивизион
- 396-й медико-санитарный батальон
- 706-й автотранспортный батальон
- 198-й ремонтно-восстановительный батальон
- 55-я рота регулирования
- 491-й полевой хлебозавод
- 602-я полевая почтовая станция
- 533-я полевая касса Госбанка

Как стрелковая дивизия:
- 836-й стрелковый Карпатский Краснознамённый ордена Суворова полк
- 842-й стрелковый Зволенский орденов Суворова и Богдана Хмельницкого полк
- 931-й стрелковый Краснознамённый ордена Суворова полк
- 692-й артиллерийский Карпатский Краснознамённый ордена Богдана Хмельницкого полк
- 373-й (217-й) отдельный истребительно-противотанковый дивизион
- 516-я зенитная батарея (до 05.05.1943)
- 227-й миномётный дивизион (до 10.10.1942)
- 531-й пулемётный батальон (с 10.10.1942 по 05.06.1943)
- 271-я отдельная разведывательная рота
- 368-й отдельный сапёрный орденов Богдана Хмельницкого и Александра Невского батальон
- 575-й отдельный батальон связи (698-я отдельная рота связи)
- 396-й медико-санитарный батальон
- 121-я отдельная рота химический защиты
- 271-я автотранспортная рота
- 355-я полевая хлебопекарня
- 29-й (714-й) дивизионный ветеринарный лазарет
- 033677-я (602-я, 7809-я) полевая почтовая станция
- 533-я полевая касса Государственного банка

## Подчинение
| Дата            | Фронт (округ)                | Армия                                               | Корпус                       | Примечания |
| --------------- | ---------------------------- | --------------------------------------------------- | ---------------------------- | ---------- |
| 22.06.1941 года | Юго-Западный фронт           | 12-я армия                                          | 16-й механизированный корпус |            |
| 01.07.1941 года | Южный фронт                  | 18-я армия                                          | 16-й механизированный корпус | -          |
| 10.07.1941 года | Юго-Западный фронт           | 6-я армия                                           | 16-й механизированный корпус | -          |
| 01.08.1941 года | Юго-Западный фронт           | 6-я армия                                           | 16-й механизированный корпус | -          |
| 01.09.1941 года | Харьковский военный округ    | -                                                   | -                            | -          |
| 01.10.1941 года | Харьковский военный округ    | -                                                   | -                            | -          |
| 01.11.1941 года | Харьковский военный округ    | -                                                   | -                            | -          |
| 01.12.1941 года | Сталинградский военный округ | -                                                   | -                            | -          |
| 01.01.1942 года | Сталинградский военный округ | -                                                   | -                            | -          |
| 01.02.1942 года | Брянский фронт               | -                                                   | -                            | -          |
| 01.03.1942 года | Брянский фронт               | 3-я армия                                           | -                            | -          |
| 01.04.1942 года | Брянский фронт               | 3-я армия                                           | -                            | -          |
| 01.05.1942 года | Брянский фронт               | 3-я армия                                           | -                            | -          |
| 01.06.1942 года | Брянский фронт               | 3-я армия                                           | -                            | -          |
| 01.07.1942 года | Брянский фронт               | Оперативная группа генерал-лейтенанта Чибисова Н.Е. | -                            | -          |
| 01.08.1942 года | Брянский фронт               | 38-я армия                                          | -                            | -          |
| 01.09.1942 года | Воронежский фронт            | 38-я армия                                          | -                            | -          |
| 01.10.1942 года | Воронежский фронт            | 38-я армия                                          | -                            | -          |
| 01.11.1942 года | Воронежский фронт            | 38-я армия                                          | -                            | -          |
| 01.12.1942 года | Воронежский фронт            | 38-я армия                                          | -                            | -          |
| 01.01.1943 года | Воронежский фронт            | 38-я армия                                          | -                            | -          |
| 01.02.1943 года | Воронежский фронт            | 38-я армия                                          | -                            | -          |
| 01.03.1943 года | Воронежский фронт            | 38-я армия                                          | -                            | -          |
| 01.04.1943 года | Воронежский фронт            | 38-я армия                                          | -                            | -          |
| 01.05.1943 года | Воронежский фронт            | 38-я армия                                          | -                            | -          |
| 01.06.1943 года | Воронежский фронт            | 38-я армия                                          | -                            | -          |
| 01.07.1943 года | Воронежский фронт            | 38-я армия                                          | -                            | -          |
| 01.08.1943 года | Воронежский фронт            | 38-я армия                                          | 51-й стрелковый корпус       | -          |
| 01.09.1943 года | Воронежский фронт            | 38-я армия                                          | 51-й стрелковый корпус       | -          |
| 01.10.1943 года | Воронежский фронт            | 38-я армия                                          | 51-й стрелковый корпус       | -          |
| 01.11.1943 года | 1-й Украинский фронт         | 38-я армия                                          | 51-й стрелковый корпус       | -          |
| 01.12.1943 года | 1-й Украинский фронт         | 40-я армия                                          | 50-й стрелковый корпус       | -          |
| 01.01.1944 года | 1-й Украинский фронт         | 40-я армия                                          | 50-й стрелковый корпус       | -          |
| 01.02.1944 года | 1-й Украинский фронт         | 40-я армия                                          | 50-й стрелковый корпус       | -          |
| 01.03.1944 года | 2-й Украинский фронт         | 40-я армия                                          | 50-й стрелковый корпус       | -          |
| 01.04.1944 года | 2-й Украинский фронт         | 40-я армия                                          | 104-й стрелковый корпус      | -          |
| 01.05.1944 года | 2-й Украинский фронт         | 40-я армия                                          | 50-й стрелковый корпус       | -          |
| 01.06.1944 года | 2-й Украинский фронт         | 40-я армия                                          | 50-й стрелковый корпус       | -          |
| 01.07.1944 года | 2-й Украинский фронт         | 40-я армия                                          | 104-й стрелковый корпус      | -          |
| 01.08.1944 года | 2-й Украинский фронт         | 40-я армия                                          | 50-й стрелковый корпус       | -          |
| 01.09.1944 года | 2-й Украинский фронт         | 40-я армия                                          | 50-й стрелковый корпус       | -          |
| 01.10.1944 года | 2-й Украинский фронт         | 40-я армия                                          | 50-й стрелковый корпус       | -          |
| 01.11.1944 года | 2-й Украинский фронт         | 40-я армия                                          | 50-й стрелковый корпус       | -          |
| 01.12.1944 года | 2-й Украинский фронт         | 40-я армия                                          | 50-й стрелковый корпус       | -          |
| 01.01.1945 года | 2-й Украинский фронт         | 40-я армия                                          | 50-й стрелковый корпус       | -          |
| 01.02.1945 года | 2-й Украинский фронт         | 40-я армия                                          | 50-й стрелковый корпус       | -          |
| 01.03.1945 года | 2-й Украинский фронт         | 40-я армия                                          | 50-й стрелковый корпус       | -          |
| 01.04.1945 года | 2-й Украинский фронт         | 40-я армия                                          | 51-й стрелковый корпус       | -          |
| 01.05.1945 года | 2-й Украинский фронт         | 40-я армия                                          | 51-й стрелковый корпус       | -          |

## Награды и наименования
| Награда (наименование)                | Дата награждения                                                 | За что награждена |
| ------------------------------------- | ---------------------------------------------------------------- | --- |
| Почетное наименование «Днепровская»   | Приказ Верховного Главнокомандующего № 41 от 17 ноября 1943 года | За умелые боевые действия при форсировании реки Днепр и обеспечение войск надёжными переправами. |
| Почетное наименование «Киевская»      | Приказ Верховного Главнокомандующего № 37 от 6 ноября 1943 года  | За отличие в боях при освобождении Киева |
| Орден Богдана Хмельницкого II степени | Указ Президиума Верховного Совета СССР от 19 марта 1944 года     | За образцовое выполнение заданий командования в боях за освобождение города Умани и проявленные при этом доблесть и мужество.                                                                                 |
| Орден Красного Знамени                | Указ Президиума Верховного Совета СССР от 8 апреля 1944 года     | За образцовое выполнение заданий командования при форсировании Днестра, овладении городом и важным железнодорожным узлом Бельцы, выход на государственную границу и проявленные при этом доблесть и мужество. |
| Орден Суворова II степени             | Указ Президиума Верховного Совета СССР от 24 апреля 1944 года    | За образцовое выполнение боевых заданий командования при прорыве обороны противника и за форсирование реки Прут и проявленные при этом доблесть и мужество.                                                   |

Награды частей дивизии:
- 836-й стрелковый Карпатский Краснознамённый[6] ордена Суворова[7] полк
- 842-й стрелковый Зволенский орденов Суворова[8] и Богдана Хмельницкого (II степени)[9] полк
- 931-й стрелковый Краснознамённый[10] ордена Суворова[8] полк
- 692-й артиллерийский Карпатский Краснознамённый[10] ордена Богдана Хмельницкого[8] полк
- 373-й отдельный истребительно-противотанковый ордена Красной Звезды[11] дивизион
- 368-й отдельный сапёрный орденов Богдана Хмельницкого[8] и Александра Невского[6] батальон

## Командиры дивизии
- Горбенко, Иван Васильевич (27.05.1941 — 29.09.1941), полковник[12];
- Паровишников, Михаил Гаврилович (30.09.1941 — 24.11.1941), полковник;
- Иванов, Степан Александрович (25.11.1941 — 29.04.1942), генерал-майор;
- Авдеенко, Пётр Петрович (30.04.1942 — 08.06.1942), полковник;
- Махлиновский, Виктор Львович (09.06.1942 — 27.06.1942), полковник;
- Авдеенко, Пётр Петрович (28.06.1942 — 01.07.1943), полковник, с 04.02.1943 генерал-майор;
- Уманский, Терентий Фомич (02.07.1943 — 11.05.1945), полковник, с 13.09.1944 генерал-майор.

## Отличившиеся воины дивизии
| Награда | Ф. И. О.                         | Должность | Звание            | Дата награждения                 | Примечания                                         |
| ------- | -------------------------------- | --- | ----------------- | -------------------------------- | -------------------------------------------------- |
|         | Авраменко, Павел Михайлович      | Командир отделения 931-го стрелкового полка                                                                      | младший сержант   | 09.09.1944 29.01.1945 15.05.1946 |                                                    |
|         | Белов, Аркадий Степанович        | Командир взвода 931-го стрелкового полка                                                                         | младший лейтенант | 13.11.1943                       |                                                    |
|         | Березовский, Ефим Матвеевич      | Командир батареи 692-го артиллерийского полка                                                                    | старший лейтенант | 10.01.1944                       |                                                    |
|         | Богомолов, Иван Григорьевич      | помощник командира взвода 931-го стрелкового полка                                                               | старший сержант   | 13.11.1943                       |                                                    |
|         | Букоткин, Ефим Егорович          | Командир орудия истребительно-противотанковой батареи 931-го стрелкового полка                                   | старшина          | 15.05.1946                       | посмертно, подорвал себя гранатой вместе с врагами |
|         | Бурка, Николай Лукьянович        | командир пулемётной роты 836-го стрелкового полка                                                                | старший лейтенант | 29.10.1943                       |                                                    |
|         | Валяев, Николай Дмитриевич       | командир взвода разведки 842-го стрелкового полка                                                                | младший лейтенант | 13.11.1943                       |                                                    |
|         | Ванин, Фёдор Варламович          | Командир батальона 836-го стрелкового полка                                                                      | капитан           | 10.01.1944                       |                                                    |
|         | Величко, Иван Григорьевич        | Командир орудийного расчёта противотанковой батареи 931-го стрелкового полка                                     | рядовой           | 15.05.1946                       |                                                    |
|         | Власюков, Яков Анисимович        | Стрелок 842-го стрелкового полка                                                                                 | рядовой           | 10.01.1944                       |                                                    |
|         | Долгов, Семён Дмитриевич         | командир отделения автоматчиков 931-го стрелкового полка                                                         | старший сержант   | 13.11.1943                       |                                                    |
|         | Дудин, Александр Протальонович   | командир огневого взвода 692-го артиллерийского полка                                                            | младший лейтенант | 10.01.1944                       |                                                    |
|         | Емелин, Владимир Николаевич      | командир 836-го стрелкового полка                                                                                | майор             | 29.10.1943                       |                                                    |
|         | Елисеев, Андрей Яковлевич        | Заместитель командира батальона по политической части 836-го стрелкового полка                                   | капитан           | 10.01.1944                       |                                                    |
|         | Забояркин, Александр Васильевич  | Сапёр 368-го отдельного сапёрного батальона                                                                      | рядовой           | 13.11.1943                       |                                                    |
|         | Завелицкий, Егор Митрофанович    | Пулемётчик пулемётной роты                                                                                       | младший сержант   | 10.01.1944                       | пропал без вести                                   |
|         | Кириченко, Иван Яковлевич        | Командир миномётного расчёта 836-го стрелкового полка                                                            | старший сержант   | 15.05.1946                       |                                                    |
|         | Коптилов, Григорий Александрович | Командир отделения 842-го стрелкового полка                                                                      | сержант           | 13.11.1943                       |                                                    |
|         | Коробков, Дмитрий Егорович       | пулемётчик 842-го стрелкового полка                                                                              | красноармеец      | 10.01.1944                       |                                                    |
|         | Коршунов, Павел Кузьмич          | командир отделения 931-го стрелкового полка                                                                      | старший сержант   | 13.11.1943                       |                                                    |
|         | Костенко, Николай Филиппович     | Командир миномётного расчёта 931-го стрелкового полка                                                            | старшина          | 23.04.1944 11.12.1944 15.05.1946 |                                                    |
|         | Кочерга, Павел Евтихиевич        | командир роты 842-го стрелкового полка                                                                           | лейтенант         | 13.11.1943                       |                                                    |
|         | Кремлёв, Евгений Константинович  | Командир орудия 692-го артиллерийского полка                                                                     | старший сержант   | 10.01.1944                       | погиб 25.06.1944                                   |
|         | Лещенко, Пётр Лукьянович         | Командир роты 842-го стрелкового полка                                                                           | старший лейтенант | 29.10.1943                       | умер от ран 12.11.1943                             |
|         | Любов, Михаил Фёдорович          | Командир роты 836-го стрелкового полка                                                                           | лейтенант         | 13.11.1943                       |                                                    |
|         | Мищенко, Всеволод Иванович       | Наводчик миномёта 842-го стрелкового полка                                                                       | старший сержант   | 15.05.1946                       |                                                    |
|         | Моховой, Сергей Петрович         | Командир пулемётного взвода 931-го стрелкового полка                                                             | старший лейтенант | 29.10.1943                       |                                                    |
|         | Насиковский, Иван Казимирович    | Командир миномётного расчёта батареи 120-мм миномётов 931-го стрелкового полка                                   | старшина          | 15.05.1946                       |                                                    |
|         | Нефёдов, Пётр Прохорович         | Командир взвода 842-го стрелкового полка                                                                         | старший сержант   | 29.10.1943                       | посмертно, погиб 05.10.1943                        |
|         | Павличенко, Александр Петрович   | Пулемётчик 836-го стрелкового полка                                                                              | рядовой           | 13.11.1943                       | погиб 27.12.1943                                   |
|         | Павлов, Николай Никитович        | командир пулемётного расчёта 931-го стрелкового полка                                                            | старший сержант   | 13.11.1943                       |                                                    |
|         | Панченко, Михаил Тихонович       | сапёр 842-го стрелкового полка                                                                                   | красноармеец      | 29.10.1943                       |                                                    |
|         | Пикин, Иван Назарович            | командир пулемётного расчёта 931-го стрелкового полка                                                            | младший сержант   | 13.11.1943                       |                                                    |
|         | Птухин, Александр Мефодьевич     | Командир взвода управления 8-й батареи 692-го артиллерийского полка                                              | лейтенант         | 10.01.1944                       | погиб 25.06.1944                                   |
|         | Пушанка, Алексей Петрович        | автоматчик 842-го стрелкового полка                                                                              | сержант           | 13.11.1943                       |                                                    |
|         | Редкин, Николай Васильевич       | Командир пулемётного взвода 836-го стрелкового полка                                                             | лейтенант         | 13.11.1943                       |                                                    |
|         | Савва, Владимир Артёмович        | командир батальона 842-го стрелкового полка                                                                      | капитан           | 29.10.1943                       |                                                    |
|         | Семёнов, Борис Самуилович        | Командир роты 836-го стрелкового полка                                                                           | старший лейтенант | 29.10.1943                       | погиб 27.12.1943                                   |
|         | Садовский Иван Максимович        | Командир роты 836-го стрелкового полка                                                                           | лейтенант         | 29.10.1943                       | погиб 07.10.1944                                   |
|         | Сордия, Бондзи Авксентьевич      | Командир роты 842-го стрелкового полка                                                                           | лейтенант         | 29.10.1943                       | погиб 10.03.1944                                   |
|         | Стариков, Николай Фёдорович      | командир отделения управления батареи 373-го отдельного истребительно-противотанкового артиллерийского дивизиона | младший сержант   | 22.01.1944 14.04.1944 24.03.1945 |                                                    |
|         | Стратейчук, Илья Ильич           | Командир батальона 836-го стрелкового полка                                                                      | майор             | 29.10.1943                       |                                                    |
|         | Тихонов, Николай Иванович        | Командир стрелкового батальона 836-го стрелкового полка                                                          | капитан           | 29.10.1943                       |                                                    |
|         | Тесленко, Павел Агеевич          | Пулемётчик 5-й стрелковой роты 842-го стрелкового полка                                                          | младший сержант   | 13.11.1943                       | погиб 12.02.1945                                   |
|         | Трофимов, Андрей Трофимович      | Помощник командира взвода 836-го стрелкового полка                                                               | рядовой           | 29.10.1943                       | погиб 29.10.1943                                   |
|         | Уланов, Илья Евстафьевич         | старший адъютант батальона 931-го стрелкового                                                                    | капитан           | 10.01.1944                       |                                                    |
|         | Уманский, Терентий Фомич         | Командир дивизии                                                                                                 | полковник         | 29.10.1943                       |                                                    |
|         | Усенко, Леонтий Егорович         | Командир взвода роты автоматчиков 931-го стрелкового полка                                                       | лейтенант         | 13.11.1943                       |                                                    |
|         | Харченко, Василий Степанович     | помощник командира взвода 931-го стрелкового полка                                                               | старший сержант   | 13.11.1943                       | погиб 05.10.1943                                   |
|         | Чернов, Дмитрий Семёнович        | пулемётчик 842-го стрелкового полка                                                                              | красноармеец      | 13.11.1943                       |                                                    |
|         | Чернявский, Василий Ефимович     | стрелок роты автоматчиков 931-го стрелкового полка                                                               | красноармеец      | 13.11.1943                       |                                                    |
|         | Чинин, Николай Степанович        | Сапёр 368-го отдельного сапёрного батальона                                                                      | ефрейтор          | 13.11.1943                       |                                                    |
|         | Шебанов, Сергей Матвеевич        | Командир орудийного расчёта 931-го стрелкового полка                                                             | старшина          | 15.05.1946                       |                                                    |
|         | Шильников, Михаил Михайлович     | Командир взвода 842-го стрелкового полка                                                                         | младший лейтенант | 13.11.1943                       |                                                    |
|         | Юрченко, Егор Артёмович          | полковой инженер 842-го стрелкового полка                                                                        | капитан           | 29.10.1943                       |                                                    |
|         | Якубов, Масим Разухунович        | Стрелок 836-го стрелкового полка                                                                                 | рядовой           | 29.10.1943                       |                                                    |